# Eleonora Benucci
Eleonora Benucci (6 settembre 1987) è un'ex calciatrice italiana, di ruolo difensore.
Nella stagione 2014-2015 è stata, assieme ad Alia Guagni e Giulia Orlandi, la giocatrice in rosa con più esperienza con la maglia del Firenze

## Statistiche
Statistiche aggiornate al 9 maggio 2015.

### Presenze e reti nei club
| Stagione        | Squadra         | Campionato      | Campionato | Campionato | Coppe nazionali | Coppe nazionali | Coppe nazionali | Coppe continentali | Coppe continentali | Coppe continentali | Altre coppe | Altre coppe | Altre coppe | Totale | Totale |
| Stagione        | Squadra         | Comp            | Pres       | Reti       | Comp            | Pres            | Reti            | Comp               | Pres               | Reti               | Comp        | Pres        | Reti        | Pres   | Reti   |
| --------------- | --------------- | --------------- | ---------- | ---------- | --------------- | --------------- | --------------- | ------------------ | ------------------ | ------------------ | ----------- | ----------- | ----------- | ------ | ------ |
| 2006-2007       | Firenze         | A               | 21         | 0          | CI              | ?               | ?               |                    | -                  | -                  |             | -           | -           | 21+    | 0+     |
| 2007-2008       | Firenze         | A               | 21         | 0          | CI              | ?               | ?               |                    | -                  | -                  |             | -           | -           | 21+    | 0+     |
| 2008-2009       | Firenze         | A2              | 21         | 0          | CI              | ?               | ?               |                    | -                  | -                  |             | -           | -           | 21+    | 0+     |
| 2009-2010       | Firenze         | A2              | 18         | 0          | CI              | ?               | ?               |                    | -                  | -                  |             | -           | -           | 18+    | 0+     |
| 2010-2011       | Firenze         | A               | 22         | 0          | CI              | ?               | ?               |                    | -                  | -                  |             | -           | -           | 22+    | 0+     |
| 2011-2012       | Firenze         | A               | 24         | 0          | CI              | ?               | ?               |                    | -                  | -                  |             | -           | -           | 24+    | 0+     |
| 2012-2013       | Firenze         | A               | 29         | 0          | CI              | 2               | 0               |                    | -                  | -                  |             | -           | -           | 31     | 0      |
| 2013-2014       | Firenze         | A               | 27         | 0          | CI              | ?               | ?               |                    | -                  | -                  |             | -           | -           | 27+    | 0+     |
| 2014-2015       | Firenze         | A               | 11         | 0          | CI              | 4               | 0               |                    | -                  | -                  |             | -           | -           | 15     | 0      |
| Totale Firenze  | Totale Firenze  | Totale Firenze  | 193        | 0          |                 | ?               | ?               |                    | -                  | -                  |             | -           | -           | ?      | ?      |
| Totale carriera | Totale carriera | Totale carriera | 193        | 0          |                 | ?               | ?               |                    | -                  | -                  |             | -           | -           | ?      | ?      |

## Palmarès
- Campionato italiano di Serie A2: 1

Firenze: 2009-2010